# Gaurax ixeutici
Gaurax ixeutici är en tvåvingeart som beskrevs av Hickman 1971. Gaurax ixeutici ingår i släktet Gaurax och familjen fritflugor. Inga underarter finns listade i Catalogue of Life.